# Zavrh pod Šmarno goro
Zavrh pod Šmarno goro je naselje v Občini Medvode.
Leta 1845 je bil v tej  vasici rojen Jakob Aljaž.